# San Francisco (Panama)
San Francisco è un comune (corregimiento) della Repubblica di Panama situato nel distretto di Panama, provincia di Panama. Il comune, che è una delle tredici suddivisione della città di Panama, si estende su una superficie di 6,4 km² e conta una popolazione di 43.939 abitanti (censimento 2010).
Geografia: Il quartiere di San Francisco è situato lungo la costa della baia di Panama e offre un mix di zone residenziali e commerciali. Le principali arterie sono Calle 50 e Via Porras, che collegano il quartiere ad altre aree della città.
Infrastrutture e Sviluppo Urbano: San Francisco ha visto un rapido sviluppo negli ultimi anni con la costruzione di grattacieli e moderni complessi residenziali, rendendolo uno dei quartieri più ambiti per vivere e lavorare. 
Attrazioni e Vita Culturale: Ospita numerosi ristoranti, bar e centri commerciali come Multiplaza Pacific e Atlapa Convention Center, ed è conosciuto per la vivace vita notturna e la presenza di parchi come Parque Omar.